# Kazuo Satō (Skilangläufer)
Kazuo Satō (jap. 佐藤 和男 Satō Kazuo; * 10. Juni 1937 in Nozawa Onsen) ist ein ehemaliger japanischer Skilangläufer.
Satō trat international erstmals bei den Olympischen Winterspielen 1960 in Squaw Valley in Erscheinung, wobei er den 37. Platz über 30 km, den 30. Platz über 15 km sowie zusammen mit Takashi Matsuhashi, Eiji Kurita und Akemi Taniguchi den zehnten Platz mit der Staffel errang. Diese Platzierung mit der Staffel erreichte er auch zwei Jahre später bei den Nordischen Skiweltmeisterschaften in Zakopane und bei den Olympischen Winterspielen im Februar 1964 in Innsbruck zusammen mit Hidezō Takahashi, Tatsuo Kitamura und Chogoro Yahata. Zudem belegte er dort den 41. Platz über 30 km, den 35. Rang über 15 km und den 27. Platz über 50 km. Bei den Nordischen Skiweltmeisterschaften 1966 in Oslo lief er auf den 39. Platz über 30 km, auf den 27. Rang über 15 km und auf den 11. Platz mit der Staffel. Letztmals international startete er bei den Olympischen Winterspielen 1968 in Grenoble. Dort belegte er den 45. Platz über 30 km und zusammen mit Tokio Satō, Sotoo Okushiba und Akiyoshi Matsuoka erneut den zehnten Platz mit der Staffel. Bei japanischen Meisterschaften siegte er dreimal über 50 km (1961, 1965, 1967) und jeweils zweimal über 15 km (1961, 1965) und 30 km (1965, 1967).